# Kellogg College
Il Kellogg College è il 36° collegio costituente l'Università di Oxford, ed uno dei più estesi ed internazionalizzati poiché i suoi membri, divisi tra studenti e associati, provengono da circa 70 diversi Paesi del mondo. È stato aperto nel 1990 e ufficialmente riconosciuto dall'Università nel 1994, il che lo rende anche il collegio più recente se si esclude l'unione del Green Templeton College avvenuta nel 2008. È uno dei sette collegi di Oxford riservato ai graduate students, cioè coloro che abbiano già conseguito una laurea, e accoglie più di 700 studenti, distribuiti fra residenziali (full-time) e non residenziali (part-time).
Il nome del collegio deriva da Will Keith Kellogg, fondatore della Kellogg Company, a cui è stato intitolato come riconoscimento per le generose donazioni devolute all'Università dall'omonima fondazione nel corso dei decenni precedenti.

## Presidenti
- 1990 - 2007: Geoffrey P. Thomas [7]
- 2008 - oggi: Jonathan Michie [8]

## Attività e affiliazioni sportive
Dall'estate del 2006, il club di canottaggio del Christ Church College ha esteso la sua adesione ai membri del Kellogg College.